# Dompierre-du-Chemin

Dompierre-du-Chemin este o comună în departamentul Ille-et-Vilaine, Franța. În 1 ianuarie 2018 avea o populație de 544 de locuitori.